# Jordbävningen i Christchurch i februari 2011
Jordbävningen i Christchurch i februari 2011 var en stor naturkatastrof (jordbävning) i Nya Zeeland som dödade 185 personer i en av Nya Zeelands värsta katastrofer någonsin i fredstid.
Skalvet hade magnituden 6,3 (ML) och inträffade i Canterburyregionen på den nyzeeländska Sydön 21 februari 23.51 lokal tid. Skalvet var centrerat 2 kilometer väster om staden Lyttelton, och 10 kilometer sydost om centrala Christchurch, vid tidpunkten Nya Zeelands näst folkrikaste stad. Skalvet inträffade nästan sex månader efter Canterburyjordbävningen den 4 september 2010 med magnituden 7,1, som orsakade stora skador på Christchurch och centrala Canterburyregionen, dock utan några direkta dödsfall.